# Punggol

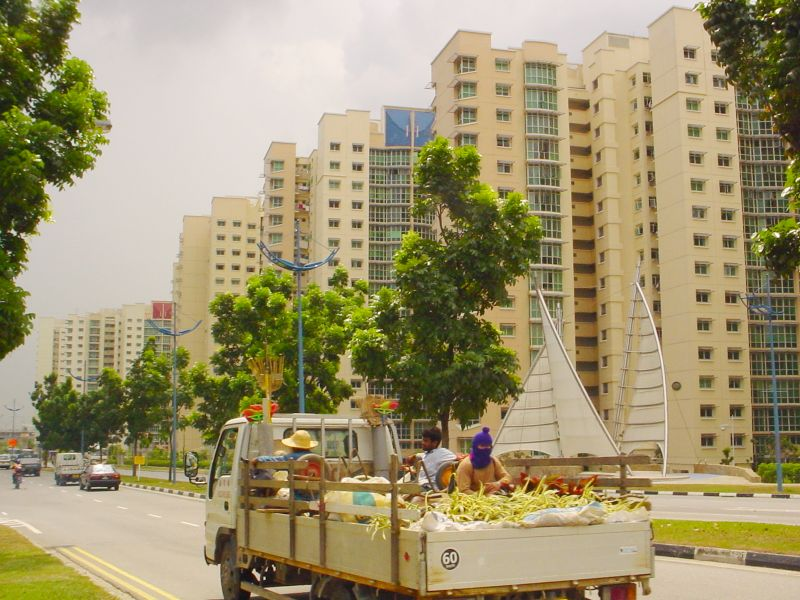
Punggol (2002)

Punggol, alternativ geschrieben als Ponggol, ist ein Planungsgebiet und eine neue Stadt auf der Halbinsel Tanjong Punggol im Nordosten von Singapur. Die Stadt grenzt direkt an Sengkang im Süden und teilt die Flussgrenzen mit dem Planungsgebiet Seletar im Westen und Pasir Ris im Osten. Im Norden und Nordosten grenzt die Stadt an die Straße von Johor, wobei Coney Island als Teil des Punggol-Planungsgebiets eingeschlossen ist.
Im Rahmen der Initiative Punggol 21 wurden 1996 Pläne bekannt gegeben, das Gebiet in eine neue Wohnstadt umzuwandeln, und die Entwicklung der Stadt begann 1998. Aufgrund der asiatischen Finanzkrise 1997 und der finanziellen Schwierigkeiten in der Baubranche 2003 wurde der Plan kam nicht vollständig zustande. Im Jahr 2007 wurde eine neue Initiative, der Plan Punggol 21-plus, eingeführt, um das Gebiet in eine Hafenstadt umzuwandeln. Punggol ist in 11 Distrikte unterteilt, nämlich Coney Island, Matilda, Northshore District, Punggol Central District, Punggol Field East, Punggol Field West, Punggol Downtown District, Punggol Point District, Canal District, Crescent District und Waterway West District.

## Geschichte
Es wurde angenommen, dass Punggol in der Nähe des Punggol Jetty vor 200 Jahren existierte, bevor Sir Stamford Raffles Singapur gründete. Die Gegend um Punggol war früher ein gut etablierter ländlicher Bezirk mit Bauernhäusern und landwirtschaftlichen Strukturen, die von Straßen und Feldwegen erschlossen wurden. Es war eine der ältesten Siedlungen in Singapur. Die ursprünglichen Siedler waren überwiegend Malaien. Die frühen chinesischen Einwanderer, die sich ab Mitte des 19. Jahrhunderts in Punggol niederließen, beschäftigten sich mit Plantagenarbeit, hauptsächlich Kautschuk. Als die Bevölkerung der Chinesen zunahm, beschäftigten sich viele chinesische Dorfbewohner mit der Geflügel-, Schweine- oder Fischzucht sowie mit landwirtschaftlichen Produkten. Die letzte Schweinefarm wurde 1990 geschlossen. Entlang der Cheng Lim Farmways und Buangkok Farmways florierten neben alten Kampongs und niedrigen Wohngebieten auch hydroponische, umweltfreundliche Gemüse- und Orchideenfarmen. Die meisten dieser Farmen sind den Hochhaus-HDB-Wohnungen von Sengkang New Town und Punggol New Town gewichen. Die letzten Straßen im Cheng Lim Farmway und Buangkok Farmway wurden Ende 2000 geräumt.
In seiner Rede zum Nationalfeiertag am 18. August 1996 kündigte der damalige Premierminister Goh Chok Tong den Plan der Regierung von Singapur an, Punggol, bekannt als „Punggol 21“, zu entwickeln. Punggol 21 war ein neues Wohnmodell, das ein neues Wohnkonzept als Modell für neue Städte im 21. Jahrhundert aufweisen sollte. Es würde eine Mischung aus Privathäusern, Executive-Eigentumswohnungen und hochwertigen HDB-Wohnungen haben, die in kleineren, deutlich gestalteten Siedlungen gruppiert sind. Jedes Anwesen würde zwischen 1200 und 2800 Einheiten umfassen, mit einem gemeinsamen Grün der Nachbarschaft. Jede Wohneinheit würde sich innerhalb von 300 Metern von der nächsten LRT-Station befinden. Schulen, Bibliotheken und Gemeindeclubs würden der Einfachheit halber gruppiert, und es würde drei Handelszentren geben, darunter Einkaufszentren.
Ein paar Monate nach der Rede wurde Punggol 21, das damals zum Wahlkreis der Cheng San GRC gehörte, zur Wahlkarotte der People’s Action Party (PAP), um ein Team der Arbeiterpartei unter der Führung von J.B. Jeyaretnam und Tang Liang Hong zu schlagen. Bei den Parlamentswahlen in Singapur 1997 gelang es dem fünfköpfigen PAP-Team, Cheng San GRC mit 54,8 % der gültigen Stimmen zu halten. Punggol 21 kam jedoch nicht vollständig zustande, da Singapurs Wirtschaft 1997 von der asiatischen Wirtschaftskrise betroffen war. Obwohl der Bau im nächsten Jahr begann, wurde er gestoppt, als die Nachfrage nach neuen Wohnungen stark zurückging. Als die Bauwirtschaft in Singapur 2003 in finanzielle Schwierigkeiten geriet, verzögerten sich die Planungen erneut. Infolgedessen wurden 2007 von 80.000 geplanten Einheiten nur rund 16.000 Wohnungen gebaut. Auf dem Anwesen gab es nur ein Einkaufszentrum, Punggol Plaza, und es gab keine Freizeiteinrichtungen wie Kinos oder Schwimmbäder. Im Januar 2016 wurde ein zweites Einkaufszentrum auf dem Anwesen, Waterway Point, eröffnet, und seitdem sind innerhalb des Anwesens Freizeiteinrichtungen geplant.
Nach dem neuen Plan werden Sungei Punggol und Sungei Serangoon, die die Stadt flankieren, zu einem Süßwassersee aufgestaut und als Reservoir dienen. Durch das Anwesen sollte ein 4,2 Kilometer langer und 20 bis 30 Meter breiter künstlicher Wasserweg verlaufen, der beide Flüsse verbindet. Die Bauarbeiten begannen 2009 und wurden am 26. Oktober 2011 abgeschlossen. Beim Bau werden Freizeiteinrichtungen wie Wassersport zum Kajak- und Kanufahren, Gärten und Parks mit Jogging- und Radwegen, Dachgärten, Restaurants für Mahlzeiten im Freien vorhanden sein und eine schwimmende Insel.

## Punggol Point
Punggol Point befindet sich in Punggol im Nordosten von Singapur. Es wird von der Upper Serangoon Road erreicht, die in der Gegend von Potong Pasir über die Punggol Road bis zu einer Sackgasse beginnt. Punggol Point war in den 1980er und 1990er Jahren von Fischrestaurants umgeben, die damals sehr beliebt waren. Das Gebiet befindet sich derzeit in Entwicklung.
Punggol Point war früher sehr abgelegen vom Rest Singapurs und hat ursprünglich zwei Busse: 82 und 83; später wurde es 2011 durch 84 ersetzt.
Der Osten von Punggol Point war früher dicht bewaldet und es gibt 3 Hauptstraßen (Punggol Road, Punggol 17th Avenue und Punggol 24th Avenue) und mit 3 Gleisen (Track 19, 22 und 24) und vielen Feldwegen im Westen. Die Küste ist im Osten felsig und der Strand im Westen sandig. Das Feld im Westen führt zum Seletar Punggol Park und zum Punggol Point Holiday Camp und der Wald im Westen führt zu den anderen Teilen von Punggol. Im Norden gibt es eine Küstenwache, um zu verhindern, dass illegale Einwanderer nach Singapur gelangen. Das Meer führt nach Malaysia. Im Osten liegen zwei große Inseln, Pulau Punggol Timor und Pulau Punggol Barat. Pasir Gudang ist von Punggol aus sichtbar. In diesem Bereich werden weitere Straßen gebaut oder ausgebaut. In der Punggol 17th Avenue gibt es viele Bungalows und es gibt ein Seminar, das St Francis Xavier Major Seminary. Der Marina Country Club befand sich früher am Ende der Ponggol 17th Avenue, ist aber aufgrund der Bauarbeiten für den neuen Stadtteil Northshore jetzt nur noch über den Punggol Way erreichbar. Am Ende von Gleis 19 gibt es einen Park und ein Ferienlager. Einige dieser Gebiete wichen dem Punggol Digital District zusammen mit der Punggol Coast MRT Station und neuen HDB-Wohnungen in der Nähe, während die Punggol Port Road seit 2007 stillgelegt wurde.

## Verkehr
Der Bahnhof ist über die North East Line und Punggol LRT mit den Bahnhöfen Punggol LRT und MRT verbunden.
Pläne und Studien wurden seit 1984 für eine mögliche Nordostlinie gemacht, die von Outram Park nach Punggol über Dhoby Ghaut dient. Die Pläne für die Linie wurden im Oktober 1987 von der Mass Rapid Transit Corporation (MRTC) genehmigt und der Regierung vorgelegt. Als die 16 NEL-Stationen im März 1996 enthüllt wurden, wurde Punggol als nördlicher Endpunkt der Linie bestätigt. Der Bau war jedoch erst geplant, wenn das Gebiet umfassend erschlossen ist. Während der Rede zum Nationalfeiertag 1996 kündigte der damalige Premierminister Goh Chok Tong an, dass die Station der bevorstehenden Entwicklung von Punggol 21 dienen wird. Der Auftrag 712 für den Bau der NEL-Station Punggol und 1,3 Kilometer Tunnel wurde im März 1998 an das Joint Venture Sato-Kogyo-Hock Lian Seng mit einer Auftragssumme von 85,86 Mio. S$ (51,3 Mio. US$) vergeben.
Im Juli 1998 wurde außerdem bekannt gegeben, dass die Station an das bevorstehende LRT-System angeschlossen wird, das das Gebiet bedient. Der Auftrag für die Planung und den Bau des 13 Kilometer langen Punggol LRT-Systems wurde an ein Joint Venture, bestehend aus Singapore Technologies Industrial Corporation, Mitsubishi Heavy Industries und Mitsubishi Corporation, mit einer Auftragssumme von 656 Millionen S$ (391,97 Millionen US$) vergeben. Mitten im Wald errichtet (eventuell für den Bau gerodet), war das Bahnhofsgelände nicht leicht zugänglich. Das Personal der Land Transport Authority (LTA) äußerte bestimmte Sicherheitsbedenken insbesondere für weibliches Personal, das die 800 Meter lange Strecke benutzt. Um dies zu beheben, stellte die LTA einen Busdienst zur Verfügung, um Menschen in und aus dem Gelände zu befördern. Während des Baus der Station stießen die Mitarbeiter auf einige Kobras, die hauptsächlich von Traktoren getötet und überrollt wurden. Während des Baus der NEL-Station wurde bereits unter der NEL-Station ein 40 × 40 Meter großer Kasten gebaut, um Vorkehrungen für eine mögliche zukünftige Linie zu ermöglichen. Der Bahnhofskasten war für die North Shore Line reserviert, eine LRT-Linie, die zwischen Pasir Ris und Woodlands oder Sembawang verbinden würde. Erstmals im Dezember 1996 angekündigt, soll die Linie nach Abschluss der Entwicklungen in Simpang und Punggol gebaut worden sein.